# Senegal i olympiska sommarspelen 1992
Senegal deltog i de olympiska sommarspelen 1992 med en trupp bestående av 20 deltagare, men ingen av landets deltagare erövrade någon medalj.

## Brottning
Tungvikt, grekisk-romersk stil
- Alioune Diouf

Supertungvikt, grekisk-romersk stil
- Bounama Touré

Tungvikt, fristil
- Alioune Diouf

Supertungvikt, fristil
- Mor Wade

## Friidrott
Herrarnas 100 meter
- Charles-Louis Seck
  - Heat — 10,57 (→ gick inte vidare)

Herrarnas 200 meter
- Ibrahima Tamba

Herrarnas 800 meter
- Babacar Niang

Herrarnas 400 meter häck
- Amadou Dia Ba
  - Heat — 49,47 (→ gick inte vidare)

Herrarnas 4 x 400 meter stafett
- Charles-Louis Seck, Amadou M'Baye, Seynou Loum och Oumar Loum

Herrarnas längdhopp
- Badara Mbengue
  - Kval — DNS (→ gick inte vidare)

Damernas 100 meter
- N'Dèye Dia

Damernas 400 meter
- Aïssatou Tandian

## Judo
Herrarnas halv lättvikt
- Pierre Sène

Herrarnas lättvikt
- Malick Seck

Herrarnas halv mellanvikt
- Amadou Guèye

Herrarnas mellanvikt
- Aly Attyé

Herrarnas halv tungvikt
- Moussa Sall

Herrarnas tungvikt
- Khalif Diouf